# Kurt Seligmann (Künstler)

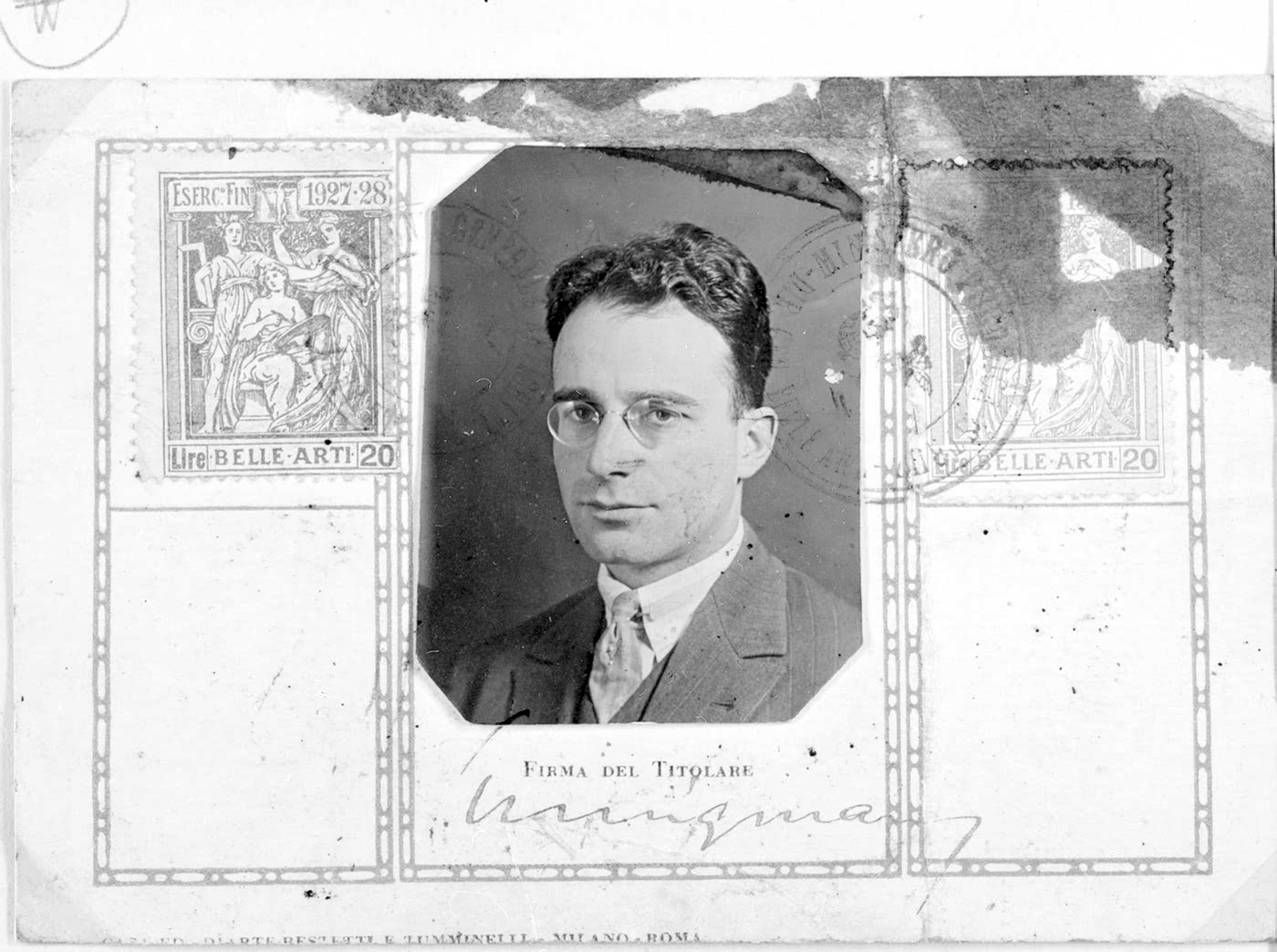
Kurt Seligmann, italienischer Museumspass aus dem Jahr 1927

Kurt Seligmann (* 20. Juli 1900 in Basel; † 2. Januar 1962 in Sugar Loaf, New York) war ein
schweizerisch-US-amerikanischer surrealistischer Maler, Graphiker und Schriftsteller.

## Leben

### Basel und Genf 1900–1929
Kurt Seligmann wurde in Basel als zweites Kind des jüdischen Möbelhändlers Gustav Seligmann und dessen Frau Helene Seligmann-Guggenheim geboren. Eine entfernte Verwandte der Mutter war die Kunstmäzenin Peggy Guggenheim. Noch während seiner Zeit als Schüler am Gymnasium arbeitete Kurt Seligmann in den Jahren 1917/1918 als Aushilfe in einer Basler Druckerei als Kolorist von Glasprojektionsbildern; schon damals begann er mit der Entwicklung einer eigenen Glasmalerei mit farbigen Tuschen, in der er es später zu Meisterschaft bringen sollte. Nachdem Kurt Seligmann bereits in Basel privaten Kunstunterricht bei den Malern Ernst Buchner (1886–1951) und Eugen Ammann (1882–1978) genommen hatte, begann er 1919 in Genf an der École des Beaux-Arts das Kunststudium. Dort lernte er auch einen weiteren, ortsansässigen Kunststudenten kennen, Pierre Courthion (1902–1988), der als Lyriker, Kunstkritiker und Kunsthistoriker bekannt wurde und mit dem ihn eine lebenslange Freundschaft verband. Ein weiterer Studienkollege Seligmanns war Alberto Giacometti (1901–1966). Im Februar 1920 musste er sein Studium abbrechen, um widerstrebend im elterlichen Möbelgeschäft mitzuarbeiten. 1927 gelang es ihm, sich von dieser Verpflichtung zu befreien. 1928 reiste er nach Florenz, wo er an der Accademia di Belle Arti seine künstlerische Ausbildung wieder aufnahm. Eine bedrohliche Lebensmittelvergiftung, die er sich auf einer Reise über Rom nach Neapel zuzog, zwang ihn Ende 1928, nach Basel zurückzukehren.

### Paris 1929–1939
Im Februar 1929 nahm Seligmann Quartier im einfachen Hotel des Écoles in Paris. Auf sich allein gestellt, hegte er die Hoffnung, in Paris, dem Zentrum der Kunst, an den aktuellen Entwicklungen teilhaben zu können. Er besuchte verschiedene Kunstinstitute, um den Anschluss an die aktuellen Entwicklungen wieder zu finden und sich weiterzubilden. In selbstgewählter, fast asketischer Einsamkeit arbeitete er nach Modellen, die er sich ins Hotel holte, und besuchte die Museen von Paris, besonders den Louvre, um die berühmten Bilder zu studieren. Im November 1929 sah er in der Galerie Goemans eine Ausstellung mit Werken Jean Arps (1886–1966), im Dezember desselben Jahres wurde er in der Galerie Jeanne Bucher  Zeitzeuge der Vorstellung des bahnbrechenden Werks La femme 100 têtes von Max Ernst (1891–1976). Diese beiden Ausstellungen bewirkten eine unauslöschliche Verwurzelung von Seligmanns Kunstschaffen in der surrealistischen Ästhetik.
Im Januar 1930 nahm er Kurse an der Académie moderne in der Klasse von Fernand Léger (1881–1955), die er nach wenigen Wochen enttäuscht wieder aufgab. Er wandte sich von dem aus vielen, untereinander zerstrittenen und zersplitterten Gruppen bestehenden Pariser Kunstbetrieb ab und versuchte, seine künstlerischen Äußerungen mit mehr oder weniger unoriginellen kubistisch-naturalistischen Bildern zu belegen. Im Laufe des Jahres 1930 zeichnete sich in der künstlerischen Entwicklung Seligmanns eine größere darstellerische Klarheit und stilistische Sicherheit ab, die in der intensiven Beschäftigung mit dem Werk Arps wurzelte.
Im Oktober 1930 hatte Seligmann Gelegenheit, seine Arbeiten im Salon des Surindépendants auszustellen, und konnte damit auch erste Anerkennung von Künstlerkollegen verzeichnen. Mit Courthion, seit 1927 in Paris ansässig, fand Seligmann wieder Kontakt und ließ sich von ihm bestärken, den eingeschlagenen Weg weiter zu verfolgen. Auf Betreiben Jeans Arps wurde Seligmann Anfang 1931 Mitglied in der Pariser Künstlergemeinschaft Abstraction-Création und überwand damit auch seine künstlerische Isoliertheit. Die Bilder Seligmanns aus dieser Zeit zeigen Einflüsse von Arp und Miro und zeugen vom Konflikt Seligmanns, zwischen der antifigurativen Doktrin, wie sie von der Abstraction-Création vertreten wurde, sowie dem figurativen Surrealismus einen eigenen Stil zu finden. Dieser Konflikt mündete im Versuch Seligmanns, gemeinsam mit dem Japaner Taro Okamoto (1911–1996), den Neokonkretismus zu proklamieren, der sich aber nicht als eigenständige Bewegung durchsetzen konnte.
Im Februar 1932 stellte Seligmann in der Pariser Galerie Jeanne Bucher aus, im Mai 1932 wurden in Basel anlässlich der Eröffnung der Kunsthalle neben anderen auch verschiedene Arbeiten Seligmanns gezeigt. Mit diesen Ausstellungen war der künstlerische Durchbruch Seligmanns geschafft. Seligmann wurde in dieser Zeit Mitglied der Basler Gruppe 33. Es folgten mehrere Ausstellungsbeteiligungen in Frankreich und England. Ende 1933/Anfang 1934 erschienen im Pariser Verlag Les chroniques du jour zwei Mappen mit Radierungen Seligmanns: zuerst die Protubérances cardiaques mit 15 Blättern, später die Mappe Les vagabondes héraldiques, ebenfalls mit 15 Blättern, die jeweils einem Gedicht von Courthion zugeordnet wurden. Im November 1934 nahm André Breton (1896–1966) Seligmann, gemeinsam mit Hans Bellmer (1902–1975) und Richard Oelze (1900–1980), in die surrealistische Bewegung auf.
1935 folgten weitere Ausstellungen in Mailand, Rom und wieder in Paris. Am 25. November 1935 heiratete Seligmann in Paris die sechs Jahre jüngere Französin Arlette Paraf, die Nichte des einflussreichen Kunsthändlers Georges Wildenstein; als Trauzeugen traten Max Ernst und Jean Arp auf. Die anschließende sechsmonatige Hochzeitsreise führte das Paar nach New York und über San Francisco nach Tahiti. Im Frühjahr reisten die Seligmanns weiter über Australien nach Hongkong und Shanghai, um anschließend in Tokio von Taro Okamotos Familie empfangen zu werden; auf Vermittlung des Vaters Ippei Okamoto zeigte Seligmann im März 1936 in der renommierten Tokioter Galerie Mitze-koshi seine mitgeführten und unterwegs entstandenen Bilder und löste damit großes Interesse in der japanischen Künstlerszene aus. Im Mai beendete das Ehepaar die Hochzeitsreise und bezog im Oktober 1936 sein Pariser Domizil, das Haus Nr. 1 in der „Villa Seurat“.
An der berühmt gewordenen Ausstellung Exposition Internationale du Surréalisme, die am 17. Januar 1938 in der Pariser Galerie des Beaux-Arts eröffnet wurde, war Seligmann mit 13 ausgestellten Werken einer der prominentesten vertretenen Künstler nach Max Ernst und Joan Miró. Im Juni 1938 unternahmen die Seligmanns eine Reise nach Kanada und Alaska. Dort beschäftigte sich Kurt Seligmann wissenschaftlich mit den Totempfählen der nordwestamerikanischen Ureinwohner der Pazifikküste, was sich auch in einer kunst- und kulturwissenschaftlichen Abhandlung niederschlug. Aufgrund dieser Tätigkeit wurde Seligmann das Ehrendiplom der „Pariser Gesellschaft für Amerikanistik“ zuteil.
Am 2. September 1939, einen Tag nach dem Überfall der Deutschen auf Polen, verließ das Ehepaar Seligmann Frankreich, um mit dem Ozeandampfer Île de France in die USA auszuwandern. Am 9. September 1939 kamen die Seligmanns in New York an.

### New York seit 1939
Schon während seiner Kanadareise im Oktober 1938 suchte Seligmann den New Yorker Galeristen Karl Nierendorf (1889–1947) auf, einen deutschen Kunsthändler, der bereits 1936 in die USA kam, um Ausstellungsmöglichkeiten für sich zu prüfen. Am 27. September 1939, zweieinhalb Wochen nach der Ankunft der Seligmanns in New York, wurde die erste USA-Ausstellung Seligmanns in den Räumen der Nierendorf Gallery eröffnet; da sich Seligmann zu dieser Zeit bereits scharf von dem in den USA als „Ober-Surrealist“ anerkannten Salvador Dalí (1904–1989) wegen dessen pro-nazistischer Äußerungen distanziert hatte, wurde Seligmanns Werk von der amerikanischen Kunstkritik nicht als dem Surrealismus zugehörig wahrgenommen.
Am 17. Januar 1940 wurde in der Galeria de Arte in Mexiko-Stadt die vierte internationale Surrealismusausstellung unter Beteiligung Seligmanns eröffnet; im März desselben Jahres hatte er eine Einzelausstellung an der New Yorker New School for Social Research. Nachdem er sich eine Druckerpresse angeschafft hatte, erteilte Seligmann in New York Graphikunterricht. Meyer Schapiro (1904–1996), Professor für Kunstgeschichte an der New School, den Seligmann bereits 1939 kennenlernte, schickte Schüler zu Seligmann und empfahl ihn für eine Stelle als Kunsterzieher am Briarcliff Junior College, 40 km nördlich von New York City am Hudson River.
Im Mai 1940 wurden die Seligmanns von den US-Einwanderungsbehörden, nicht zuletzt aufgrund ihrer soliden Vermögensverhältnisse, eingebürgert. Im selben Jahr wurde der US-amerikanische Schriftsteller Charles Henri Ford (1913–2002) auf Seligmann aufmerksam und gab ihm Gelegenheit, im Jahrbuch der Literaturzeitschrift New Directions in Pose & Poetry seinen Aufsatz Terrestrial Sun zu veröffentlichen, der sich mit dem anthropozentrischen  Konzept des Hermetismus beschäftigt und somit okkultistische Themen berührt.
Im Juni 1941 kamen André Breton und André Masson (1896–1987) mit ihren Familien in New York an. Seligmann stellte die Neuankömmlinge seinem Galeristen Nierendorf vor, um ihnen Gelegenheit zu geben, mit ihrer künstlerischen Tätigkeit zu ihrem Lebensunterhalt beizutragen. Aufgrund der Unbeweglichkeit Bretons gestaltete sich die Beziehung sehr schwierig, und seit März 1943 wurde die Freundschaft zwischen den beiden empfindlich gestört, nachdem Seligmann Breton in einer Diskussion über das Tarot öffentlich korrigiert hatte. 1945, nach der Rückkehr Bretons nach Paris, kam es zum endgültigen Bruch.
Im März 1942 kauften die Seligmanns in Sugar Loaf, einem Dorf ca. 80 km nordwestlich von New York City gelegen, ein heruntergekommenes, 250 Jahre altes Bauernhaus mit Nebengebäuden. In den 1940er Jahren war Seligmann auf dem Gipfel seines Kunstschaffens und galt in den USA als anerkannter Künstler. Er beschäftigte sich weiter mit okkultistischen Themen und schrieb an einem Buch über die Geschichte der okkulten Ikonographie, das 1948 im New Yorker Pantheon Verlag veröffentlichte The Mirror of Magic.

### Besuch in Paris 1949
Die große Resonanz auf Seligmanns Buch The Mirror of Magic ermutigte ihn, eine Einladung der Pariser Galerie Maeght  anzunehmen, in den Räumen des Galeristen Aimé Maeght (1906–1981) auszustellen. Mit gemischten Gefühlen, auch verursacht durch die Auseinandersetzung mit Breton, der wieder im Paris der Nachkriegszeit residierte, schifften sich die Seligmanns am 18. Februar 1949 auf der Queen Elizabeth in New York ein und wurden in Paris empfangen. Die Kunstzeitschrift Arts pries Seligmann als „le peintre, qui importa le totem du Musée de l'homme...“. Am 25. März 1949 fand in der Galerie Maeght die Vernissage der Seligmann-Ausstellung mit 22 Gemälden, 4 Glasbildern und anderen Arbeiten statt. Die Hauszeitschrift der Galerie, Derrière le miroir, widmete ihr 19. Heft Seligmann als Begleitpublikation zur Ausstellung.
Seligmann nahm in Paris alte Kontakte, so zu Pierre Courthion, wieder auf und lernte am 24. April 1949 auch Jean-Paul Sartre kennen. Trotz des unbestreitbaren Erfolgs Seligmanns ließen sich doch die großen Brüche, die sich zwischen dem erfolgreichen USA-Emigranten und den zurückgebliebenen Künstlern im verwüsteten Nachkriegseuropa, die ihre traumatischen Erfahrungen durch Krieg und Verfolgung verarbeiten mussten, nicht leugnen. Seligmann, seit dem 1. Mai 1949 wieder in New York, löste sich danach sowohl künstlerisch als auch mental von seinen europäischen Wurzeln und wurde Teil der New York School, die sich von der europäischen Kunst abheben wollte.

### 1950er und frühe 1960er Jahre
Nach seiner Rückkehr aus Europa geriet Seligmann in eine schwere Gesundheits- und Lebenskrise, die sich mit Herzbeschwerden manifestierte und den Verzicht auf Koffein und Nikotin notwendig machte. Auslöser der Krise waren sicher seelische Ursachen, die Kontroversen mit den europäischen Künstlern in Paris und die Erkenntnis, mit der Emigration auch die Wurzeln und die Möglichkeit der Rückkehr nach Europa verloren zu haben. Im November 1950 stellte er in der Durlacher Bros. Gallery in New York seine neueren Werke aus, die in der Krise entstanden und sich dem amerikanischen abstrakten Expressionismus  annäherten; in der Folge setzte sich Seligmann rezeptiv mit der New York School und  mit der Kunst Jackson Pollocks (1912–1956) auseinander.
Seit 1951 nahm Seligmann auf Vermittlung Schapiros eine Lehrtätigkeit an der New School for Social Research auf, seit 1953 gab er Kurse am Department for Design am Brooklyn College; auf seiner Farm in Sugar Laof bot er Sommerkurse für graphische Techniken an. Die Lehrtätigkeit am Brooklyn College  hielt er bis 1961 aufrecht. Im November 1956 begab sich Seligmann nochmal auf eine Reise nach Paris, die er bis Mai 1957 ausdehnte; sie war seine letzte, obwohl er für den Sommer 1958 nochmals eine Passage nach Europa buchte, die er allerdings aus gesundheitlichen Gründen stornieren musste. Im März 1958 erhielt Seligmann die Kündigung für sein Atelier am Bryant Park, das er endgültig Ende 1959 schweren Herzens aufgab, und wohnte seit der Zeit nur noch in Sugar Loaf. Am 31. März 1958 erlitt er einen Herzinfarkt, von dem er nach sechs Wochen genas. Im Juni 1958 wurde trotzdem eine geplante Einzelausstellung Seligmanns im Walker Art Center, Minneapolis, eröffnet, die leicht abgewandelt auch an der Pennsylvania State University gezeigt wurde. Ebenfalls 1958 trennte sich Seligmann von seinem langjährigen Kunstagenten Kirk Askew (1903–1974). Mit Unterstützung seines neuen Agenten Otto M. Gerson (1902–1962) erhielt Seligmann nach fünf Jahren wieder Gelegenheit, in der Fine Arts Associates, Inc., als deren Geschäftsführer Gerson fungierte, in einer Einzelausstellung seine neuen Bilder zu zeigen.
Im April 1961 stellte Seligmann in den D’Arcy Galleries in New York aus, wenige Monate, nachdem in denselben Räumen die erste surrealistische Gesamtschau in Amerika seit 1942 gezeigt wurde, an der Seligmann auf Betreiben Bretons nicht teilnehmen durfte. Die Ausstellung war sehr umfangreich und trug bereits den Charakter einer retrospektiven Ehrung des Lebenswerkes Seligmanns. Im November 1961 besuchte eine Delegation des Whitney Museums of American Art Seligmann in Sugar Loaf, um ein Bild für die bevorstehende Jahresausstellung zeitgenössischer amerikanischer Malerei auszuwählen. Die Wahl fiel auf Fantoche, ein Ölgemälde von 1961.

### 2. Januar 1962: Ein mysteriöser Tod
Am Morgen des 2. Januar 1962 betrat Seligmann bei eisiger Kälte die rückwärtige Terrasse seiner Farm und ärgerte sich über die Nagetiere, die sich über das im Garten ausgestreute Vogelfutter hermachten. Mit einem griffbereiten 22-Kaliber Gewehr wollte er die Nager vertreiben, rutschte aber auf den vereisten Stufen der Terrasse aus und schoss sich beim darauffolgenden Sturz selbst  eine Kugel in den Kopf, die über dem rechten Auge eindrang. Seine vom Schuss aufgeschreckte und sofort herbeigeeilte Frau fand ihren Gatten tot im Schnee. Der Leichenbeschauer diagnostizierte einen Unfalltod; es hält sich aber auch ein hartnäckiges Gerücht, dass Seligmann seinen Suizid als Unfall inszeniert haben könnte.

### Post mortem
Im Jahr 1991, kurz vor ihrem Tod im Jahr 1992, vermachte Kurt Seligmanns Witwe Arlette Seligmann den gesamten Nachlass ihres Mannes der Stiftung der Orange County Citizens Foundation. Die Körperschaft verwaltet Seligmanns Nachlass und nutzt die 22 ha große Seligmann-Farm in Sugar Loaf als ihren Sitz. Der Radierer und Collagenkünstler Jonathan Talbot (* 1939) war mit der Restaurierung der Tiefdruckpresse von Kurt Seligmann beauftragt, die sich auf dem Besitz in Sugar Loaf befindet.

## Werke
Graphik
- Protubérances cardiaques, 1933/1934. Folge von 15 Radierungen
- Danse macabre, 1937. Radierung
- Maldoror, 1938. Federzeichnung

Malerei
- Phantom of the Past, 1942.
- Isis, 1944.
- Initiation, 1946.
- Game of Chance No. 2, 1949.
- Turquerie, 1958.
- Leda, 1958.
- The Pod, 1959.
- Effervescent/Corn Spirit, 1959.
- The Escorte, 1959.
- Fantoche, 1961

Schriften
- Le mât-totem de Gédem Skandísh. In: Journal de la Société des Américanistes. Vol. 31, 1939.
- The Mirror of Magic. Pantheon Books, New York 1948. (Deutsche Übersetzung: Das Weltreich der Magie. Deutsche Verlagsanstalt, Stuttgart 1958.)